# St. Stephanus (Großwenden)

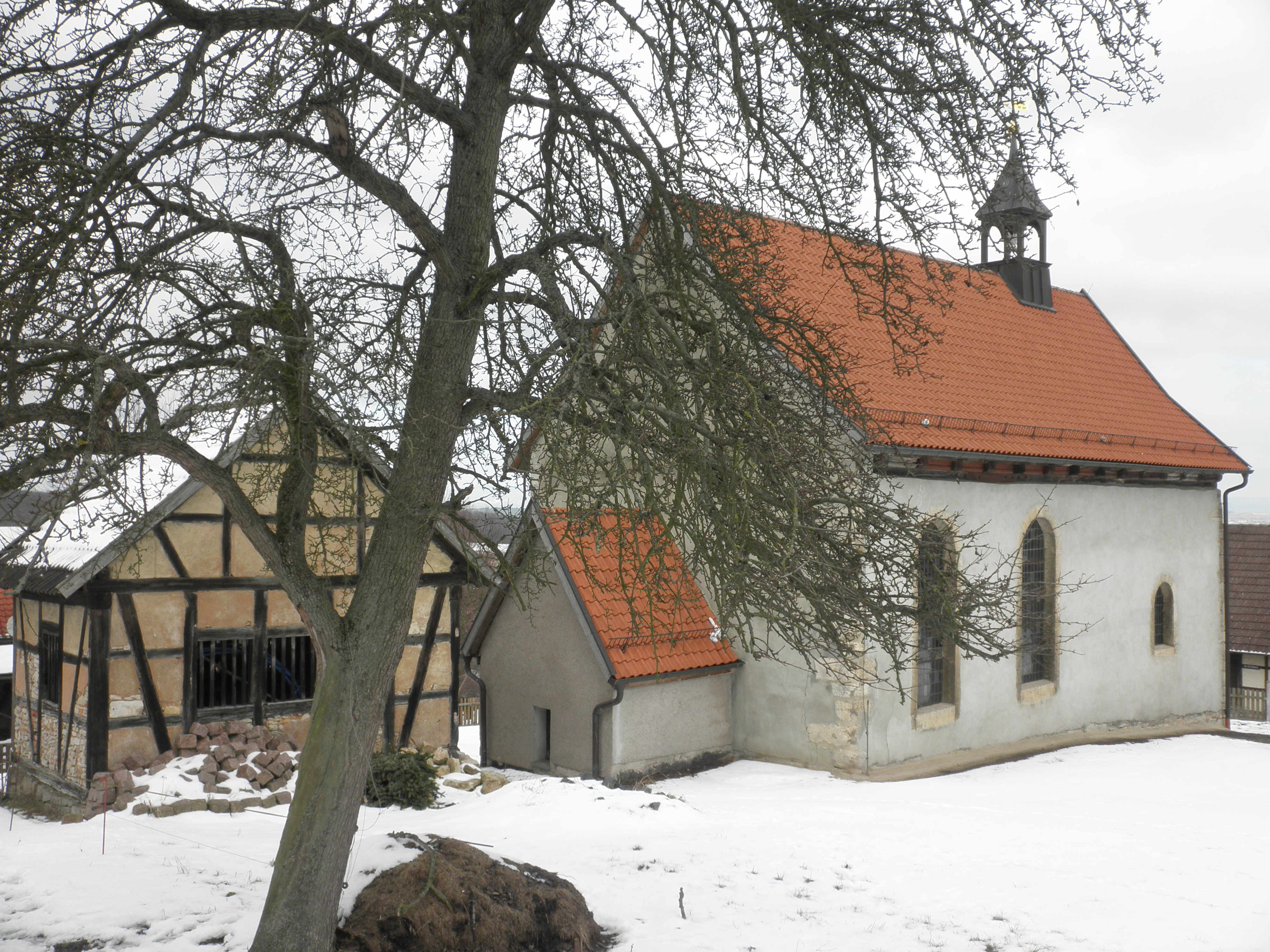
Großwenden, St. Stephanus

Die evangelisch-lutherische Kirche St. Stephanus steht Am Kirchberg von Großwenden, einem Ortsteil von Großlohra im Landkreis Nordhausen in Thüringen. Die Kirchengemeinde Großwenden gehört zur Pfarrei Niedergebra im Kirchenkreis Südharz der Evangelischen Kirche in Mitteldeutschland.
Die Kirche ist eine kleine schlichte barocke Saalkirche aus verputzten Bruchsteinen ohne Kirchturm, aber mit einem getrennt stehenden Fachwerkhaus für den Glockenstuhl, in dem sich neben zwei Eisenhartgussglocken eine 1474 gegossene Glocke befindet. Sie wurde im 17. Jahrhundert anstelle einer kleinen romanischen Kapelle aus dem 12. Jahrhundert errichtet. Das Kirchenschiff ist mit einem Satteldach bedeckt, aus dem sich ein Dachreiter erhebt. Der Innenraum ist mit einem stuckierten Tonnengewölbe überspannt. Es enthält eine bauzeitliche Empore aus Holz. Der Kanzelaltar mit Schalldeckel, obenauf das Auge Gottes, stammen aus dieser Zeit.
Die Orgel mit acht Registern, verteilt auf ein Manual und Pedal, wurde im 19. Jahrhundert von Robert Knauf & Sohn gebaut und 1953 von Fritz Haßkarl restauriert.